# Křížová cesta (Horní Dvořiště)
Křížová cesta v Horním Dvořišti na Českokrumlovsku vede od hřbitova na vrch Kalvárie cca 1 kilometr severně od obce.

## Historie
Křížová cesta vede na vrch Kalvárie ke kamenné kapli Kalvárie. Tvoří ji čtrnáct zastavení – jedenáct zastavení je tvořeno kamennými kapličkami, opravenými roku 2012 a doplněnými novými obrázky. Dvanácté zastavení křížové cesty je přímo v kapli a třinácté je na levém boku kaple. Čtrnáctým zastavením je Boží hrob, přistavěný ke kapli zezadu.
Roku 1890 byla založena Přípravná komise pro stavbu Kalvárie na Křížovém vrchu, která téhož roku vyhlásila veřejnou sbírku. Rozhodnutí o stavbě padlo roku 1905, autorem návrhu v pseudogotickém stylu byl A. Stürzl, pro malbu obrazů byl vybrán Johann Wolfschläger. Roku 1906 získala křížová cesta stavební povolení. Majitelé pozemků se dohodli s přípravnou komisí o bezplatném poskytnutí pozemků a též byla podepsána dohoda s představiteli obce o garanci údržby po realizaci stavby. První zmínka o pobožnosti na křížové cestě je z roku 1910.
Roku 1937 byla vyhlášena sbírka na údržbu křížové cesty. Další záchrana staveb se uskutečnila roku 1993, kdy místní obyvatelé svépomocí vztyčili rozvalená kamenná zastavení. Roku 2009 byl zpracován Stavebně-historický průzkum křížové cesty. Došlo k rekonstrukci kaple Kalvárie na vrcholu kopce a vyčištění od náletových dřevin z kaple a jejího okolí. Byla opravena střecha, aby dál do kaple nezatékalo a nedocházelo k poškozování vnitřních omítek. K opravě bylo použito dotace z Přeshraničního programu Česko – Rakousko.
Kaple a křížová cesta byly po opravě znovu vysvěceny 10. srpna 2013.